# I'm Not in Love
"I'm Not in Love" é uma canção escrita por Eric Stewart e Graham Gouldman do grupo inglês 10cc, do álbum The original sountrack. A canção gira em torno do cantor ou narrador repetindo várias vezes "eu não estou apaixonado", embora no fim da canção ele se dê conta de que está se enganando. A canção foi lançada no dia 31 de março de 1975. Faz parte da trilha sonora do filme Bridget Jones: The Edge of Reason e da trilha sonora do game Grand Theft Auto: Vice City Stories e do filme Guardiões da galáxia .

## Versão de Will to Power
"I'm Not in Love" (em português:  Eu Não Estou Apaixonado) é o primeiro single do álbum Journey Home, lançado pelo grupo de freestyle/pop Will to Power em 1990. Foi o último grande sucesso de Will to Power, chegando a posição número 7 na Billboard Hot 100 e no Canadá, além de entrar na parada musical de outros países, como a Noruega, a Nova Zelândia e o Reino Unido.
No Brasil a canção foi incluída na trilha sonora da novela "Meu Bem Meu Mal", exibida pela TV Globo entre 1990/1991. Na trama de Cassiano Gabus Mendes a música foi tema da personagem "Vitória", interpretada por Lizandra Souto.

### Faixas
| N.º | Título               | Duração |  |
| 1.  | "I'm Not in Love"    | 3:48    |  |
| 2.  | "Fly Bird" (Reprise) | 3:46    |  |
| 3.  | "It's My Life"       | 5:23    |  |

### Posições nas paradas musicais
| Parada musical (1990/1991)             | Melhor posição |
| -------------------------------------- | -------------- |
| Alemanha - Germany Top 100 Singles     | 48             |
| Austrália - ARIA Charts                | 38             |
| Canadá - Canada RPM Top 100 Singles    | 7              |
| Canadá - Canada RPM Adult Contemporary | 3              |
| Estados Unidos - Adult Contemporary    | 4              |
| Estados Unidos - Billboard Hot 100     | 7              |
| Irlanda - IRMA                         | 27             |
| Noruega - VG-lista                     | 8              |
| Nova Zelândia - RIANZ                  | 15             |
| Reino Unido - UK Singles Chart         | 29             |

## Versão de Richie Havens
"I'm Not in Love" é a primeira faixa do álbum The End of the Beginning, lançado por Richie Havens em 1976.

### Faixa
| N.º | Título            | Duração |  |
| 1.  | "I'm Not in Love" | 5:16    |  |

## Versão de The Pretenders
"I'm Not in Love" também foi gravada em 1993 pela banda britânica The Pretenders. Foi tema do filme Proposta Indecente, produzido no mesmo ano.

### Faixa
| N.º | Título            | Duração |  |
| 1.  | "I'm Not in Love" | 3:50    |  |

## Versão de Deborah Blando
Somente O Sol (I’m Not In Love) é um single do álbum Deborah Blando da cantora de mesmo nome lançado em 1998 e presente na trilha sonora da telenovela Corpo Dourado.

## Versão de Marisa Orth
"I'm Not in Love" (em português: "Eu não estou apaixonada") foi o terceiro single do álbum Romance Vol. II, de 2009, da cantora brasileira paulistana Marisa Orth. A canção veio com a apresentação de Orth em sua turnê Romance Volume II a partir de 2008. Pouco antes do lançamento da canção como single, a cantora e atriz a mostrou em seu Twitter, tendo a mesma sido lançada em 5 de dezembro de 2009.

### Faixa
| N.º | Título            | Duração |  |
| 1.  | "I'm Not in Love" | 5:21    |  |

## Versão de Hironobu Kageyama
"I'm Not in Love" foi lançada por Kageyama em seu álbum de estreia de sua carreira solo, Broken Heart, com letras adaptadas para japonês. Um novo arranjo foi feito por Tohru Aoyama para a gravação.